# Медоубрук (Калифорнија)
Медоубрук (енгл. Meadowbrook) насељено је место без административног статуса у америчкој савезној држави Калифорнија.

## Демографија
По попису из 2010. године број становника је 3.185.
| Група             | 2000.    | 2010.         |
| Белци             | 0 (0,0%) | 1.190 (37,4%) |
| Афроамериканци    | 0 (0,0%) | 130 (4,1%)    |
| Азијати           | 0 (0,0%) | 51 (1,6%)     |
| Хиспаноамериканци | 0 (0,0%) | 1.765 (55,4%) |
| Укупно            | 0        | 3.185         |